# Tribus romanes

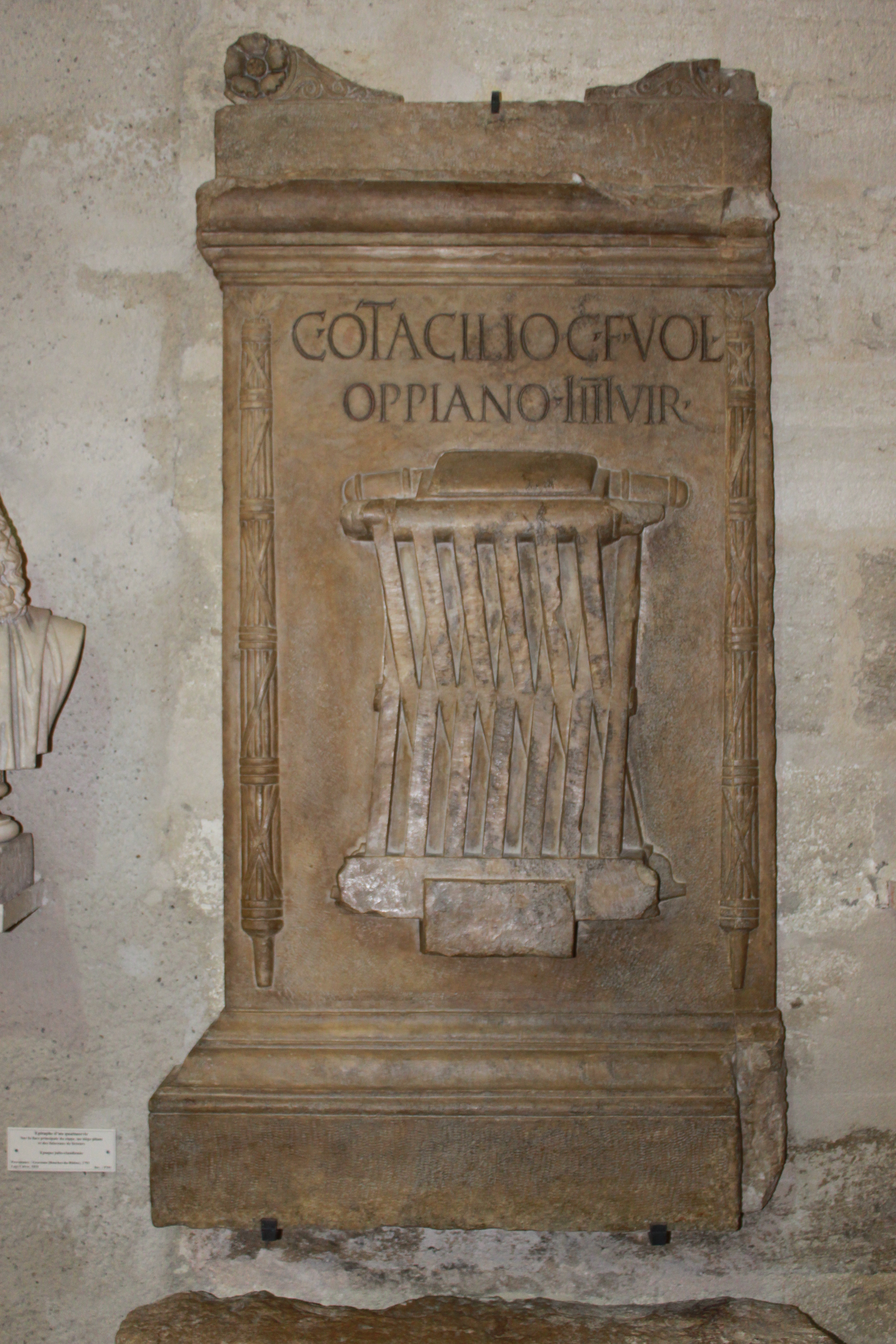
Inscripció trobada a la Narbonensis, deixant constància de la inclusió de Gaius Otacilius dins la tribu Voltinia (VOL), on s'acostumava a allistar els ciutadans gals.

Les tribus romanes eren la forma d'organització i de divisió primària dels antics romans que s'utilitzava sobretot per a realitzar el processos electorals.
Generalment aquests grups socials escollien democràticament els magistrats i els oficials que els representaven, de manera que cada tribu tenia un vot a l'Assemblea Tribal Romana. Això no obstant, algunes tribus tenien més poder que altres, en el sentit que posseïen més autonomia o estaven més ben considerades. Per exemple, la tribu Palatina, que era una de les més influents de Roma.

## Les tribus originals
La paraula tribu deriva del terme llatí trēs, que significa 'tres', perquè en els inicis de la seva fundació, al segle vi aC, Roma només estava formada per tres tribus o grups, organitzats per Ròmul després de la mort de Titus Taci: els ramnes, els tities i els luceres. Les poques dades sobre aquestes tribus ens aporten la següent informació:
- Els Ramnes. Es creu que el seu nom podria derivar de Ròmul.[5] Virgili parla d'un Ramnes, àugur de l'exèrcit rútul, que estava a les ordres de Turn, i que hauria donat nom als ramnes.[6] Podrien ser d'origen etrusc que s'haurien instal·lat des d'antic a la part baixa dels turons.[7]
- Els Tities. El seu nom podria provenir de Titus Taci, el primer rei de Roma juntament amb Ròmul, i serien, per tant sabins que haurien format part de la fundació de Roma per l'estreta relació d'amistat entre els dos reis.[7] Però segons altres autors serien d'origen etrusc, establerts a la zona des de feia molt.[5]
- Els Luceres. El seu nom podria derivar d'una paraula etrusca "lucumó" o "lygmon" («rei, del regne»).[8][9] Segons Titus Livi eren d'origen desconegut. Segons altres estudiosos serien habitants procedents de la zona boscosa de la rodalia de Roma que Ròmul va ajuntar en la creació de la ciutat (del terme llatí lucus, obviant la segona part de l'expressió silva locum, és a dir, "del bosc")[5] i el seu origen ètnic seria autòcton. Segons altres podrien haver estat conduïts a Roma en el temps de la seva fundació per un tal Luceres, rei d'Ardea, una ciutat llatina. Segons aquesta interpretació Roma hauria sorgit de la integració de tres grups: llatins, sabins i etruscs, ja instal·lats a la zona en el moment de la creació de la ciutat o bé arribats just en aquell moment.[10]

L'historiador Titus Livi assenyalava en la seva obra Ab Urbe Condita que pel 495 aC, el nombre de tribus ja havia arribat a 21.

## Les tribus del 242 aC
Es van anar afegint tribus a mesura que Roma es feia gran. El 317 aC es van crear dues noves tribus: la Ufentina (tribu dels ufentins) i la Falèrnia (falernians), i es van produir després alguns canvis fins que el 242 aC es va fixar el nombre de tribus amb dret a vot en trenta-cinc. Les tribus es poden classificar segons la seva procedència en urbanes i rurals.

### Les tribus urbanes
Generalment els residents a la ciutat de Roma pertanyien a quatre tribus, que eren les que representaven a més nombre de votants. El nom d'aquestes tribus estava relacionat amb la zona on vivien:
- Col·lina, que habitaven a la Collina regio.
- Esquilina, que vivien a l'Esquilí, un dels set turons de la ciutat.
- Palatina, que vivien al Palatí.
- Suburana, els habitants del populós barri de la Subura.

### Les tribus rústiques
Els terratinents i l'aristocràcia pertanyien tradicionalment a les 31 tribus rústiques. El nom d'algunes d'elles deriva de destacats grups familiars o gens, com l'Aemilia o la Camilia, mentre que altres s'havien creat a partir d'un topònim com l'Aniensis .
Les tribus rurals eren:
- Aemilia
- Aniensis
- Arniensis
- Camilia
- Claudia
- Clustumina
- Cornelia
- Fabia
- Falerna/Falerina
- Galeria
- Horatia
- Lemonia
- Maecia
- Menenia
- Oufentina/Oufetina
- Papiria
- Poblilia
- Pollia
- Pomptina/Pontina
- Quirina
- Romilia
- Sabatia/Sabatina
- Scaptia
- Sergia
- Stellatina
- Teretina
- Tromentina
- Velina
- Voltinia/Votinia
- Vetúria

## L'ordre de les tribus

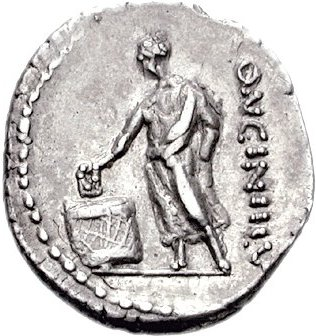
Denari de l'any 63 aC amb la imatge d'un ciutadà efectuant el seu vot

Hi havia un ordre oficial de les tribus. Segons les fonts literàries i arqueològiques, se sap que les tribus urbanes apareixien als llistats seguint l'ordre antihorari, és a dir cap a l'esquerra sobre el plànol de la ciutat. A partir d'aquí, Lily Ross Taylor ha suggerit que el llistat de les tribus rurals devia estar organitzat de forma semblant.
Però Michael Crawford basat en alguns mosaics i inscripcions d'aquella època creu que el llistat de tribus devia estar ordenat segons les principals carreteres que partint de la ciutat de Roma la connectaven amb la resta del món: Ostiensis, Appia, Latina, Praenestina, Valeria, Salaria, Flaminia i Clodia.
El següent quadre informatiu dona el nom en llatí de cada tribu, el seu nom en català, la seva abreviació emprada en inscripcions. Estan ordenades per la data de la seva incorporació al règim ciutadà. El núm. a la dreta és el suposat ordre en què apareixien a la llista electoral (alguns llocs es coneixen amb certesa:1, 2, 3, 4, 5, 16, 20, 28, 29, 30, 35). En l'apartat procedència hi ha una breu ressenya sobre el seu origen.
Una tribu, la que fa la trenta-cinc, és de classificació incerta, és esmentada com a Succusana (Succusana) i també com a Pupinia (Pupínia).
| DATA   | NOM                                          | nº | PROCEDÈNCIA |
| ------ | -------------------------------------------- | -- | --- |
| ?      | SVB: Suburana (Suburana)                     | 1  | Una de les tribus urbanes, de la zona original establerta per Ròmul. De vegades anomenada Sucusana, nom derivat de la Subura, barriada entre els turons Viminal i Quirinal |
| ?      | PAL: Palatina (Palatina)                     | 2  | El més gran dels set turons de Roma, el Palatí, sobre el qual Ròmul va establir el primer traçat de la ciutat                                                              |
| ?      | ESQ: Esquilina (Esquilina)                   | 3  | Una de les tribus urbanes, de la zona original establerta per Ròmul. Nom derivat del turó Esquilí, que va formar part de la ciutat en temps de Servio Tulio.               |
| ?      | COL: Collina (Col·lina)                      | 4  | Una de les tribus urbanes, de la zona original establerta per Ròmul. També una de las antigues portes de la ciutat, la Porta Col·lina, situada al Quirinal.                |
| ?      | ROM: Romilia (Romília)                       | 5  | De la gens Romilia o Romulia |
| ?      | CAM: Camilia (Camília)                       | 23 | Els Camilii eren un collegium, creat per Ròmul, de sacerdots dedicats al servei dels déus tradicionals.                                                                    |
| ?      | VOT: Veturia (Vetúria)                       | 7  | També VOT(uria), de la gens Vo(l)turia/Veturia. |
| ?      | AEM: Aemilia (Emília)                        | 8  | De la gens Aemilia; de la part baixa de Roma |
| ?      | HOR: Horatia (Horàcia)                       | 9  | Possiblement els descendents de l'heroica família dels Horacis. |
| ?      | COR: Cornelia (Cornèlia)                     | 21 | Nom d'una important família patrícia de Roma, la gens Cornèlia, amb moltes branques, com ara els Lèntuls, Escipions i Balbs.                                               |
| 504 aC | CLA: Claudia (Claúdia)                       | 22 | Tribu que va rebre el seu nom d'Api Claudi, que es va instal·lar amb els seus seguidors a prop de la ciutat de Roma i deien ser descendents del cap sabí Attus Clausus.    |
| ?      | VOL: Voltinia o Votinia (Voltínia o Votínia) | 6  | De l' Ager Voltinius, a prop de Roma. |
| 495 aC | CLU: Clustumina (Clustumina)                 | 28 | De la ciutat llatina de Crustumerium, en territori sabí. |
| 387 aC | STE: Stellatina (Estel·latina)               | 31 | Del Campus Stellatis, a la Campània |
| 387 aC | TRO: Tromentina (Tromentina)                 | 32 | Del Campus Tromentus, a la zona etrusca de Veïs (Veii). |
| ?      | GAL: Galeria (Galèria)                       | 33 | Una de les més antigues tribus de Roma. |
| 387 aC | SAB:Sabatia/Sabatina (Sabàtia o Sabatina)    | 34 | Possiblement del Lacus Sabatinus, a la zona etrusca de Veïs (Veii). |
| 358 aC | POM: Pomptina o Pontina (Pontina)            | 12 | De la ciutat Pomptia i de l' Ager Pomptinus, al Laci. |
| 358 aC | POB: Poblilia (Poblília)                     | 20 | De l' Ager Poplilius, a la zona volsca del Laci. |
| 332 aC | MAE:Maecia (Mètia)                           | 10 | Del lloc Ad Maecium,prop de Lanúvium. |
| 332 aC | SCA: Scaptia (Escàptia)                      | 11 | El seu nom podria derivar de la ciutat de Scaptia al Laci. |
| 318 aC | FAL: Falerna/Falerina (Falèrnia)             | 13 | Possiblement procedent de l' Ager Falernus a la Campània |
| 318 aC | OVF: Oufentina/Oufetina (Ufentina)           | 16 | Nom derivat d'un rierol del Laco, Oufens o Ufens, prop de la ciutat de Terracina (actual Ufente).                                                                          |
| 241 aC | QVI: Quirina (Quirina)                       | 29 | Potser de quirites, designació dels ciutadans romans, o de Quirinus, un altre nom de Ròmul.                                                                                |
| 241 aC | VEL: Velina (Velina)                         | 30 | Del Lacus Velinus, prop de la ciutat de Reate vora la mar Adriàtica. |
| 299 aC | TER: Teretina (Teretina)                     | 17 | Potser derivada d'un lloc anomenat Terentus al Camp de Mart, al costat del riu Tíber,; o potser del riu Teres/Trerus, a la Campània.                                       |
| 299 aC | ANI: Aniensis (Aniense)                      | 24 | Nom derivat d'Anio, afluent del riu Tíber que, va ser anomenat així pel rei Anius d' Etrúria.                                                                              |
| ?      | FAB: Fabia (Fàbia)                           | 25 | La gens Fàbia, una família patrícia de Roma, rics terratinents |
| ?      | POL: Pollia (Pòl·lia)                        | 26 | De l' Ager Pollius, a prop de Roma. Era una de les tribus formades per lliberts                                                                                            |
| ?      | SER: Sergia (Sèrgia)                         | 27 | De la família dels Sergii, dels que descendien moltes branques com ara els Sili, els Catilinae, els Ocelae i els Planci.                                                   |
| ?      | LEM: Lemonia (Lemònia)                       | 14 | De l' Ager Lemonius, a prop de Roma. |
| ?      | PAP: Papinia (Papínia)                       | 15 | De la gens Papiria. |
| ?      | PVP: Pupinia                                 | 18 | De l' Ager Pupinius, prop de Roma. |
| ?      | MEN: Menenia (Menènia)                       | 19 | De la gens del mateix nom. |
| ?      | ARN: Arniensis (Arniense)                    | 35 | Derivat del riu Arno a Etrúria. |